# ASK
ASK (ang. Amplitude-Shift Keying), kluczowanie amplitudy – rodzaj modulacji cyfrowej reprezentującej sygnał cyfrowy w postaci zmieniającej się amplitudy fali nośnej.

## Działanie
Modulacja ASK jest odpowiednikiem analogowej modulacji AM (czyli DSB-LC). Fala nośna zwiększa lub zmniejsza swoją amplitudę w zależności od zmieniającego się ciągu bitów. W najprostszym przypadku logiczne 0 jest reprezentowane jako brak nośnej (amplituda równa 0), natomiast logiczne 1 jest sygnałem harmonicznym o określonej amplitudzie. W ASK faza oraz częstotliwość nośnej nie podlega żadnej zmianie. Poglądowo przedstawia to poniższy rysunek:
Taki sposób modulacji określa się często pojęciem OOK (ang. on-off keying) i był on stosowany w radiotelegrafii wykorzystującej alfabet Morse’a.
Sygnał ASK można zapisać przy pomocy poniższego wyrażenia:
{\displaystyle \varphi _{ASK}={\frac {1}{2}}A_{0}\left[1+x(t)\right]\cos \omega _{0}t}
lub
{\displaystyle \varphi _{ASK}(t)={\begin{cases}0&\quad {\text{dla }}\ x(t)=-1\\A_{0}\cos \omega _{0}t&\quad {\text{dla }}\ x(t)=1\end{cases}},}
gdzie:
{\displaystyle x(t)} – zero-jedynkowy przebieg kluczujący,
{\displaystyle \omega _{0}} – pulsacja fali nośnej.
Istnieją także bardziej skomplikowane metody tworzenia sygnału ASK, w których bity układa się w grupy (np. dwu- lub czteroelementowe). Następnie każdej grupie przyporządkowana jest inna wartość amplitudy. Taki sposób modulacji może być stosowany tylko w systemach o wysokim stosunku sygnału do szumu (współczynnik SNR).

## Widmo
Widmo gęstości mocy sygnału ASK wynosi:
{\displaystyle S_{ASK}(\omega )={\frac {1}{8}}A_{0}^{2}[\delta (\omega +\omega _{0})+\delta (\omega -\omega _{0})]+{\frac {1}{16}}A_{0}^{2}T\left[Sa^{2}{\frac {(\omega +\omega _{0})T}{2}}+Sa^{2}{\frac {(\omega -\omega _{0})T}{2}}\right].}
Widmo sygnału składa się z dwóch części:
- za pierwszą część odpowiada składnik harmoniczny,
- część druga to widmo sygnału modulującego.

Ponieważ widmo sygnału modulującego zanika szybko, więc przy założeniu, że częstotliwość kluczowania {\displaystyle \omega _{T}\ll \omega _{0},} widmo gęstości mocy można przybliżyć:
{\displaystyle S_{ASK}(\omega )\approx {\frac {1}{8}}A_{0}^{2}\delta (\omega -\omega _{0})+{\frac {1}{16}}A_{0}^{2}TSa^{2}{\frac {(\omega -\omega _{0})T}{2}}\qquad {\text{dla }}\ \omega \geqslant 0.}
Średnia moc sygnału ASK wynosi:
{\displaystyle P_{ASK}={\frac {1}{4}}A_{0}^{2}.}

## Zastosowania
Zaletami ASK są: prostota działania oraz relatywnie małe koszty realizacji. Jednak modulacja ta jest silnie podatna na tłumienie oraz zakłócenia. Z tego też powodu w praktyce wykorzystuje się ją niezwykle rzadko, głównie w transmisjach światłowodowych.